# Sergej Rachmaninov
Sergej Vasiljevič Rachmaninov (rusky Сергей Васильевич Рахманинов, 20. březnajul./ 1. dubna 1873greg. Semjonovo, Rusko – 28. března 1943 Beverly Hills, Kalifornie, USA) byl ruský hudební skladatel pozdně romantického období, pianista a dirigent.

## Život

### Neklidné dětství
Narodil se v ruské aristokratické rodině. Jeho otec Vasil Rachmaninov, vojenský důstojník, získal sňatkem s dcerou bohatého generála, Lubov Butakovou, věnem pět venkovských statků. Jeden z nich se nazýval Semenovo. Zde se Rachmaninov se vší pravděpodobností narodil, protože záznam o jeho narození a křtu byl pořízen v nedalekém kostele. Sám Rachmaninov však uváděl za místo svého narození přibližně 50 verst severněji ležící statek Oněg, kde od raného dětství žil se svými rodiči. Jeho otec však svým nezřízeným životním stylem, karbanictvím a sukničkářstvím ničil rodinné štěstí. Odešel z armády a rozhodl se vést život bohatého statkáře. To byl ale začátek jeho konce. Postupně byla panství rozprodávána, aby otec mohl splácet své hráčské dluhy a aby mohl platit za drahé milenky. Když bylo chlapci Sergejovi devět let, zbylo rodině pouze jediné panství, o to však rodina také přišla a byla nucena se přestěhovat do bytu v hlavním městě Petrohradě. Pod tíhou rodinných problémů se začalo rozpadat i manželství rodičů. Z politických i náboženských důvodů však rozvod nepřicházel v úvahu, a proto otec od rodiny odešel, přenechal manželce byt a matka tak zůstala se šesti dětmi sama.
Po rozchodu rodičů byla malému chlapci nejbližší jeho babička z matčiny strany, která na něj měla silný vliv. Při svých návštěvách v Petrohradě mu věnovala mnoho času a povzbuzovala jeho hudební talent. Žádala ho, aby jí přehrával na klavír hudbu, kterou oba slyšeli při nedělních bohoslužbách v pravoslavných chrámech. Za jeho výkony ho pak vždy odměňovala. Na venkově koupila statek na řece Volchov u obce Borisovo, kde Sergej trávil letní prázdniny.
Na klavír hrál od pěti let. Po krátké době se projevilo jeho hudební nadání a v roce 1882, ve svých devíti letech, nastoupil na petrohradskou konzervatoř. Nepatřil mezi vzorné žáky, často chodil za školu a jeho práce při vyučování byla také neuspokojující. To se odrazilo na jeho výsledcích, které matce tajil a falšoval je, aby ji mohl oklamat. Tyto jeho klamy však byly odhaleny v roce 1885. I přes to, že učitelé jeho teoretické nedostatky dosud přehlíželi díky jeho výjimečnému talentu a brilantní klavírní technice, hrozilo mu odebrání stipendia. Záchrana přišla ze strany matčina synovce Alexandera Silotiho, také výborného klavíristy. Ten doporučil Sergeje poslat do Moskvy k jeho vlastnímu bývalému učiteli, přísnému Nikolaji Zverevovi (1832–1893).

### Moskevská studia a nejisté začátky

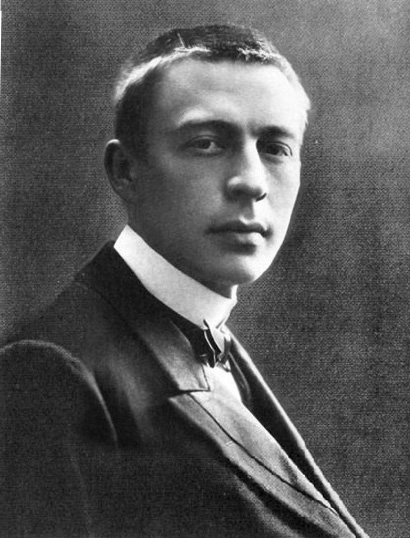
Sergej Rachmaninov (1892)

Pro dvanáctiletého chlapce to bylo poprvé, co se měl vzdálit od rodiny a od domova. Obával se nového a přísného režimu, což se mu potvrdilo, ale pro Rachmaninova to bylo zprvu snesitelné. Vynikající učitel Zverev vyučoval nadané žáky ve svém bytě, podroboval je přísné disciplíně a za pomoci své sestry jim zajišťoval celkové vzdělání. Žáci však také často navštěvovali divadla a koncerty, o víkendech se setkávali a hráli před nejlepšími moskevskými hudebníky, a také před slavnými skladateli jako byli Petr Iljič Čajkovskij, Anton Rubinstein a Alexandr Glazunov, když tito pobývali v Moskvě. Výuka u Zvereva byla bezplatná, ale žáci nemohli jezdit na prázdniny domů.
Na léto 1886 odjel Zverev se svými žáky na Krym. Pobývali u moskevského milionáře, jehož děti Zverev vyučoval. Pro Rachmaninova byl tento pobyt natolik vzrušující, že se pokusil o první vlastní kompozice. V následujícím roce získal Čajkovského souhlas k přepracování jeho symfonie Manfred pro dva klavíry. Zverevovi věnoval Rachmaninov soubor klavírních nokturn. Mezi učitelem a žákem se však začaly vyvíjet spory a neshody. Zverev kladl důraz spíše na samotnou hru na klavír, Rachmaninov však byl fascinován hudební tvorbou. Spory dosáhly vrcholu, když bylo Rachmaninovi šestnáct let. Požádal učitele o vlastní místnost, kde by mohl cvičit a komponovat nezávisle na ostatních žácích, se kterými doposud musel místnost sdílet. Jeho žádost však nebyla vyslyšena, její podání učiteli přišlo drzé a nevkusné.
Po měsíci neřešitelného sporu, kdy s ním Zverev odmítal i mluvit, se Rachmaninov odstěhoval nedaleko ke svým příbuzným, rodině Satinových. Byli to laskaví lidé, dali mu znovu pocit bezpečí a domova, který tak postrádal. Přes tyto spory jej Zverev učil i nadále, takže Rachmaninov pokračoval bez větších potíží ve studiu na konzervatoři. Zde ho kompozici vyučovali Anton Arenskij a Sergej Tanějev, hře na klavír Alexander Siloti. Potíže přišly však na jaře roku 1891. Siloti se neshodl s novým ředitelem konzervatoře a odešel z ní. Rachmaninov se s tím nemohl smířit, jiného učitele nechtěl, a proto zažádal o předčasné složení závěrečné zkoušky. Jeho žádost byla vyslyšena. Zkoušku, kterou skládal rok před termínem a na jejíž přípravu měl pouhé tři týdny, složil úspěšně.
Odbornou komisi nadchl i o rok později při zkoušce z kompozice. Studenti měli složit jednoaktovou operu na námět podle básně Alexandra Sergejeviče Puškina Aleko. Za osmnáct dnů složil Rachmaninov své první operní dílo stejného názvu jako je Puškinova báseň, tedy Aleko, avšak o třech dějstvích. Za svůj neobyčejný výkon byl odměněn Velkou zlatou medailí moskevské konzervatoře, což se stalo teprve podruhé v její historii. Tento úspěch vedl i k usmíření s jeho bývalým učitelem Zverevem, který byl jeho úspěchem natolik nadšen, že mu věnoval zlaté hodinky. V roce 1893 byla jeho opera úspěšně uvedena ve Velkém divadle v Moskvě. Kromě klavírního koncertu a dalších skladeb během posledních dvou let studia předvedl svůj první veřejný recitál. Na konci studia byl představen hudebnímu vydavateli Gutheilovi. Ten mu za operu Aleko a další soubor skladeb nabídl tehdy značnou částku pět set rublů. Již na konci roku 1892 složil Rachmaninov Preludium cis moll pro klavír, které proslavilo jeho jméno a které pak musel hrát alespoň jako přídavek na všech svých pozdějších koncertech. Nevěřil ale, že by se skladbou a klavírní hrou uživil, proto se na několik let stal učitelem, i když tuto profesi neměl rád.
Poté pro něj nastalo vzrušující, ale neklidné období. U rodiny Satinových zůstal jen pár let, pak se odstěhoval. Zprvu bydlel se spolužákem a poté krátce i s otcem, který do Moskvy přijel pracovně. Nakrátko bydlel i v pronajatém bytě, ale ke konci roku 1894 se vrátil k Satinovým do jejich nového a většího domu, kde měl k dispozici ložnici a vlastní pracovnu. Ranou pro něj byla smrt jeho učitele Zvereva a obzvláště Petra Iljiče Čajkovského, jeho skutečného přítele od dob dospívání. Tato doba byla pro něj vzrušující i z jiných důvodů. Bláznivě se zamiloval do vdané Anny Lodžinské. Věnoval jí svou 1. symfonii, ve které vyjádřil své vášnivé city k ní. Další rána však na sebe nedala dlouho čekat. Rachmaninovova 1. symfonie byla nedostatečně nacvičena a při premiéře v březnu 1897, přestože ji dirigoval Alexandr Glazunov, tak špatně provedena, že on sám nemohl své dílo ani poslouchat a odešel z koncertní síně předčasně. Druhý den bylo jeho dílo ztrháno i hudebními kritiky a Rachmaninov se nervově zhroutil. Následující tři roky byly v jeho tvorbě naprosto neplodné, tak byl otřesen z prvního neúspěchu.

### Návrat ztracené síly

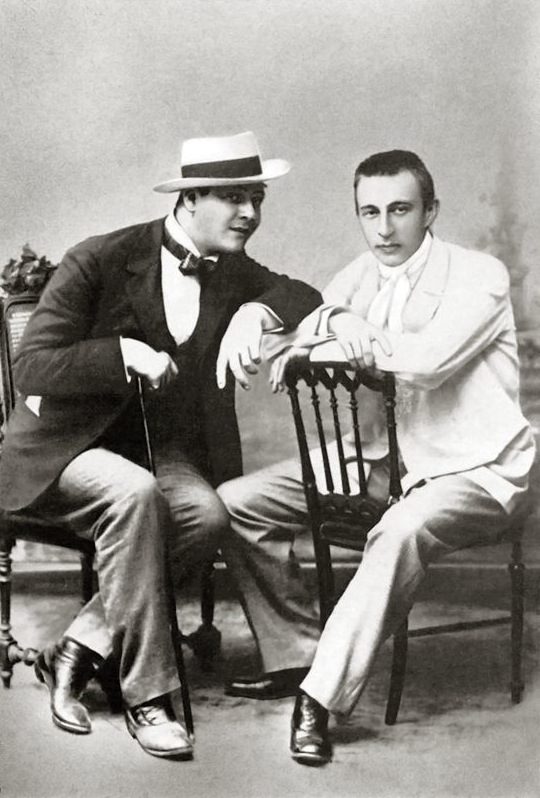
Zleva: Fjodor Šaljapin a Sergej Rachmaninov, 90. léta 19. století

Štěstěna mu však nabídla jinou možnost. Byl představen řediteli moskevské soukromé operní společnosti, milionáři Savvovi Mamontovovi, a ten mu nabídl místo druhého dirigenta pro sezónu 1897–1898. Tady také začalo jeho celoživotní přátelství se slavným operním pěvcem Fjodorem Ivanovičem Šaljapinem. V létě 1898 byl přítomen i na jeho svatbě s italskou baletkou Tornaghiovou.
V roce 1899 navštívil pracovně Anglii, kde řídil provedení symfonické básně Útes v Queen´s Hall, a Londýnské filharmonické společnosti přislíbil nový klavírní koncert. Jeho nervový stav byl však stále ochromen a dělalo mu problém ve skladbě tohoto klavírního koncertu pokročit. Vyhledal tedy odbornou pomoc moskevského lékaře Nikolaje Dahla (1860–1939), odborníka na léčbu hypnózou. Dahl byl rovněž talentovaným amatérským hudebníkem a díky jeho trpělivé péči se mu podařilo vrátit Rachmaninovovi chuť komponovat. Následovalo velké tvůrčí období, během několika měsíců dokončil dvě věty nového klavírního koncertu. V roce 1901 tento 2. klavírní koncert dokončil s věnováním doktoru Dahlovi a v prosinci téhož roku jej uvedl za nadšeného aplaudování publika v Moskvě. V prosinci následujícího roku byl koncert s velkým úspěchem uveden také ve Vídni a v Praze.
Bratranec Siloti mu nabídl po následující tři roky stálý plat jako důvěru v jeho schopnosti. Nadšený a existenčně zabezpečený požádal o ruku Natalii Satinovou (1877–1951). Pravoslavná církev však tento sňatek zprvu neschválila, protože Natalia byla Sergejova sestřenice. Snoubenci však získali zvláštní povolení od cara a 29. dubna 1902 slavili svatbu. Následovalo snad nejlepší období jeho života, a to ve všech oblastech. Brzy se manželům narodily dvě dcery: Irina (1903–1969) a Taťána (1907–1961). Jako dirigent strávil Rachmaninov dvě sezóny v moskevském Velkém divadle (1904–1906). Po ukončení tohoto angažmá odjel do Drážďan, kde po další tři roky s rodinou trávil zimní měsíce a kde dokončil svou 2. symfonii. V roce 1909 podnikl svou první cestu do Spojených států amerických. V USA byl poprvé uveden jeho proslulý 3. klavírní koncert, a to pod taktovkou Waltera Damrosche. Po těchto dílech následovala ještě v roce 1909 symfonická báseň Ostrov mrtvých, inspirovaná obrazem malíře Arnolda Böcklina, a chorální symfonie Zvony, v tomto případě inspirovaná básní Edgara Allana Poea. Rachmaninov se také stal viceprezidentem „Říšské ruské hudební společnosti“ v letech 1910–1912.
Pracovní nasazení a nedostatek času na komponování vyvolávaly u Rachmaninova bolesti hlavy a zad. Se svými zdravotními problémy se svěřoval přátelům v dopisech, ve kterých vyjadřoval také pochybnosti nad sebou samým. Útěchou mu bylo ruské pravoslavné náboženství. Byl silně ovlivňován bohoslužbami již od dětství, ale obzvláště pak církevní hudbou. Složil dvě náboženská díla, Liturgii Jana Chrysostoma (1910) a Celonoční bdění (Vigilie) (1915).

### Emigrace a život v cizině

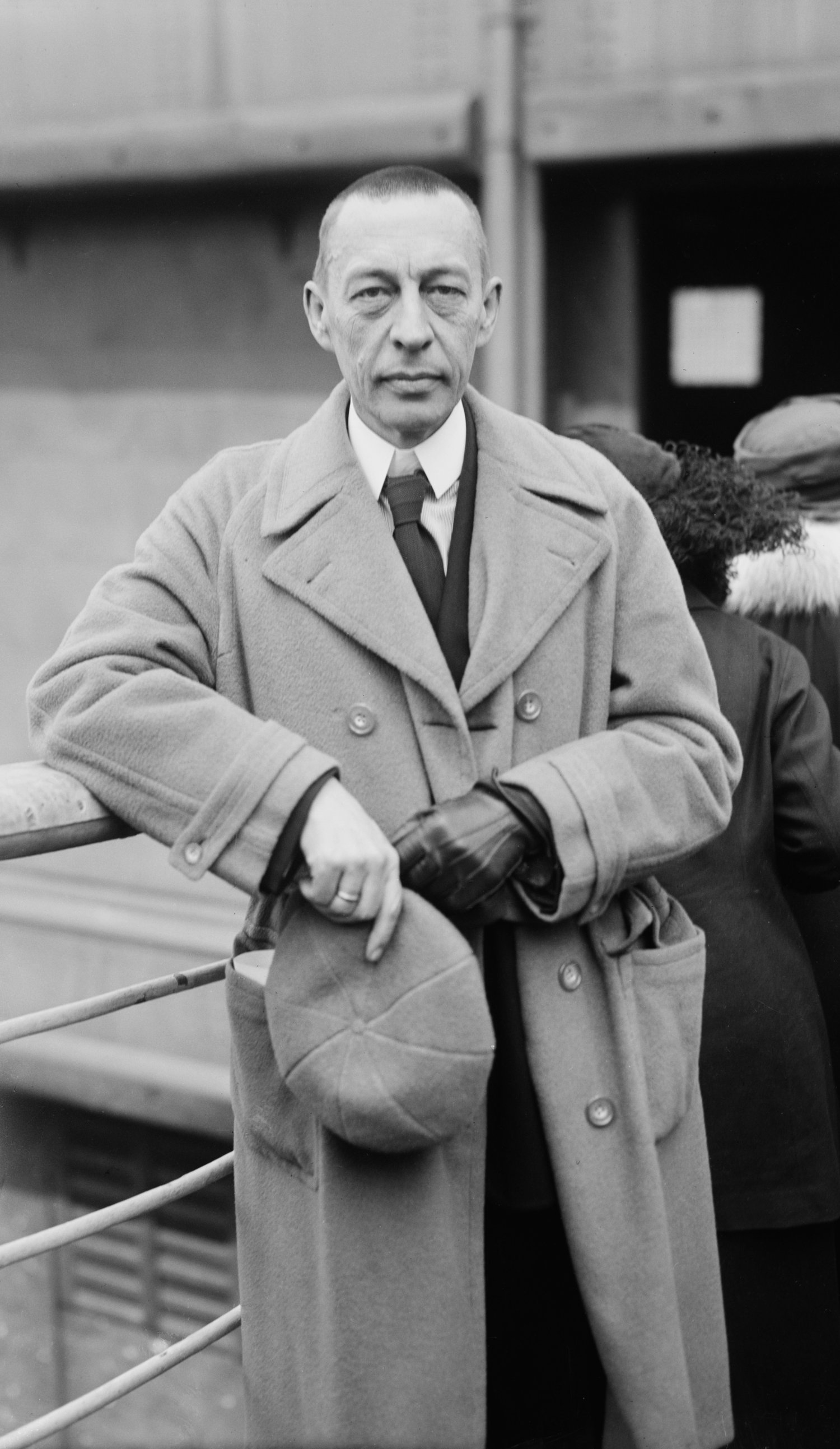
Sergej Rachmaninov. Fotografie není datována.

Politická situace v Rusku se na začátku 20. století stále zhoršovala a vyšší společenské vrstvy se začaly bát revoluce. Ačkoliv jeho politické názory nebyly vyhraněné, podepsal Rachmaninov v roce 1905 spolu s dalšími hudebníky prohlášení o nutnosti zavedení nových reforem. Ale jako šlechtic vlastnící statek Ivanovku se později sám přesvědčil o nepřátelství vesnického obyvatelstva. V průběhu roku 1917 se situace v zemi natolik zhoršila, že Rachmaninov hledal útočiště pro sebe a svou rodinu, kdekoliv to bude možné. Příležitost se mu naskytla při nabídce koncertního turné po Švédsku, kterou ihned přijal, obstaral potřebné formality a 23. prosince 1917, tedy již po tzv. Říjnové revoluci, odcestovala celá rodina z Ruska, kam se již nikdy nevrátila.
Ve svých středních letech si Rachmaninov dobře uvědomoval, že rodinu uživí nejlépe jako dirigent a klavírní virtuos. V této době bylo známo 39 z jeho konečných 45 děl. Po krátké době strávené v Kodani a Stockholmu se v roce 1918 s manželkou usadil ve Spojených státech amerických. Zpočátku trávil veškerý čas nahráváním svých klavírních interpretací na gramofonové desky a koncertováním. Stále se snažil udržet kontakty s Evropou. O osm let později se manželé Rachmaninovi setkali ve Francii se svými dcerami. Šťastné shledání však bylo narušeno smrtí manžela jedné z dcer, Iriny, knížete Volkonského. Stejně jako otec zemřelého manžela se i Rachmaninov snažil své dceři pomoci. Proto založil Vydavatelství TAIR, jež vydávalo díla ruských skladatelů, kteří také emigrovali. Vedení společnosti přenechal svým dvěma dcerám. Od této chvíle trávil v Evropě mnohem více času, o čemž svědčí i nájem vily v Clairfontaine nedaleko Paříže, kde se scházel se svými ruskými přáteli. Mezi emigranty byly i rodiny Silotiových a Satinových.
O čtyři roky později, v roce 1930, si Rachmaninov nechal postavit vilu ve Weggisu u Lucernského jezera, kterou pojmenoval Senar. Zde nacházel potřebný klid po rušných pracovních cestách, koncertování, dirigování a nahrávání pro Victor Talking Machine Company. Poté, co v roce 1931 podepsal manifest, který vyšel v The New York Times a kritizoval sovětskou kulturní politiku, bylo v Sovětském svazu na tři roky zakázáno hrát jeho díla. Sovětský tisk ho dokonce označil za pouhého imitátora, jeho hudba prý ztratila svůj avantgardní styl.
Po roce 1934 složil některá ze svých vrcholných děl, a to 3. symfonii, Rapsodii na Paganiniho téma a Symfonické tance.
V roce 1938 jím hluboce otřásla smrt přítele, pěvce (basisty) Fjodora Šaljapina, kterého několikrát navštívil v pařížské nemocnici. A protože situace v Evropě vedla k začátku nové války, vrátil se společně s manželkou a starší dcerou zpět do USA. I přes tíživou situaci se stále snažil skládat, ale obavy o druhou dceru, která zůstala v Evropě, byly silnější. Tížila ho i situace v Sovětském svazu, kam vpadla německá nacistická vojska. I přes původní nepřízeň komunistické vlády vůči němu přispíval Rachmaninov do sovětského „Fondu válečné podpory“, a sovětská vláda ho proto opět přijala do řad uznávaných ruských umělců.
Zemřel 28. března 1943 v Beverly Hills v Kalifornii na rakovinu po náhlém zhoršení zdravotního stavu. Jeho ostatky byly uloženy na ruském pravoslavném hřbitově ve městě Kensico ve státě New York.

## Tvorba a styl

### Osobitý styl

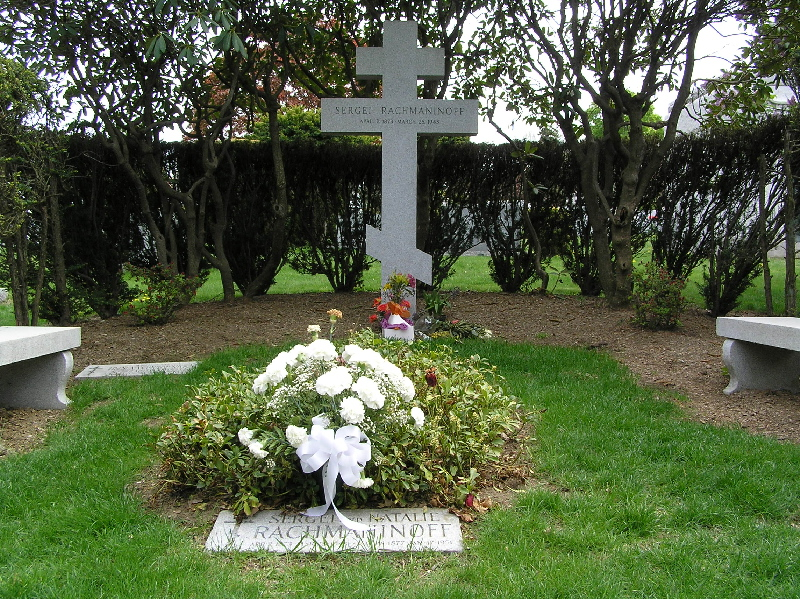
Skladatelův hrob v Kensicu

Patřil k posledním ruským romantickým skladatelům a protože žil na přelomu století, byl ovlivněn jak starými, tak i novými tvůrčími styly, což mu dělalo problém. Miloval hudbu Rimského-Korsakova a cítil se jí náležitě zavázán. Po neúspěchu na petrohradské konzervatoři odcestoval do Moskvy, kde byl silně ovlivněn P. I. Čajkovským. Oba sdíleli stejný názor na důležitost silné melodie, která je schopna přetrvat navěky.
I když původní neúspěch 1. symfonie (1893) jím silně otřásl, jeho hudební nadání se nedalo skrýt, což dokázal 1. klavírním koncertem (1891). Jeho jméno se však stalo slavným po uvedení Preludia cis-moll (1892), kterým bylo publikum naprosto uchváceno a on jej poté musel hrát alespoň jako přídavek při svých koncertních vystoupeních. I přesto skladatele sužovaly pochyby o sobě samém a nedostatečné sebevědomí. Možná, že to byla právě jeho citlivá povaha, která dala vzniknout mistrovskému a mezi posluchači velmi oblíbenému 2. klavírnímu koncertu c-moll (1901). Je to dílo plné tajemné harmonie, Rachmaninov zde potvrdil svou ideu nadčasového, velikého a nádherně melodického díla plného lyrických momentů v čele s virtuosním klavírním podáním. Jeho sláva a věhlas jeho jedinečného díla se z Ruska šířila do celého světa. Měl velmi dlouhé prsty, které mu umožňovaly bez obtíží zahrát jeho pověstně náročné akordy, které jsou schopni zvládnout pouze někteří, dokonalou technikou vybavení klavírní virtuózové.
V době svých skladatelsky vrcholných let zkomponoval skladby jako 2. symfonii, 3. klavírní koncert a 4. klavírní koncert. Mnohé z těchto skladeb nahrával na válečky jako historické nahrávky. Přednost ale vždy dával živému koncertnímu vystoupení, odmítal totiž rozhlasová vysílání pro jejich špatnou zvukovou kvalitu. Díky těm málo zvukovým nahrávkám však i dnes můžeme obdivovat jeho osobitý styl, v jeho době označovaný za naprosto originální a také avantgardní. Celé jeho dílo svědčí o umělecké síle a velikosti jeho osobnosti.

### Dílo
- Op. 1: Koncert č. 1 pro klavír a orchestr fis-moll, 1890
- Op. 2: Dva kusy pro violoncello a klavír, 1892
- Op. 3: Pět Morceaux de Fantaisie (Fantastických kusů) pro klavír, 1892
- Op. 4: Šest písní s doprovodem klavíru, 1890–1893
- Op. 5: Fantaisie-tableaux (Fantastické obrazy) pro dva klavíry, 1893
- Op. 6: Dva kusy pro housle a klavír, 1893
- Op. 7: Fantazie pro orchestr Skály (podle Lermontova) h-moll, 1893
- Op. 8: Šest písní s doprovodem klavíru, 1893
- Op. 9: Trio élégiaque (Elegické trio) pro klavír, housle a violoncello d-moll, 1893
- Op. 10: Sedm Morceaux de Salon (Salónních kusů) pro klavír, 1893/1894
- Op. 11: Šest kusů pro čtyřruční klavír, 1894
- Op. 12: Capriccio na cikánské téma pro orchestr h-moll, 1894
- Op. 13: Symfonie č. 1 d-moll, 1895
- Op. 14: Dvanáct písní s doprovodem klavíru, 1896
- Op. 15: Šest ženských nebo dětských sborů s klavírním doprovodem, 1896
- Op. 16: Šest Moments Musicaux (Hudebních momentů) pro klavír, 1896
- Op. 17: Suita č. 2 pro dva klavíry, 1900/1901
- Op. 18: Koncert č. 2 pro klavír a orchestr c-moll, 1900/1901
- Op. 19: Sonáta pro violoncello a klavír g-moll, 1901
- Op. 20: Vesna (Jaro), kantáta pro baryton, sbor a orchestr na verše N. A. Někrasova E-dur, 1902
- Op. 21: Dvanáct písní s doprovodem klavíru, 1900–1902
- Op. 22: 22 variací na Chopinovo téma pro klavír c-moll, 1902/1903
- Op. 23: Deset preludií pro klavír, 1903
- Op. 24: Skupoj rycar (Skoupý rytíř), jednoaktová opera na motivy stejnojmenné tragédie A. S. Puškina, 1903/1904
- Op. 25: Francesca da Rimini, jednoaktová opera na motivy Božské komedie Danta Alighieriho, 1904/1905
- Op. 26: Patnáct písní s doprovodem klavíru, 1906
- Op. 27: Symfonie č. 2 e-moll, 1906/1907
- Op. 28: Sonáta pro klavír č. 1 d-moll, 1907
- Op. 29: Ostrov mertvych (Ostrov mrtvých), symfonická báseň pro orchestr a-moll podle stejnojmenného obrazu Arnolda Böcklina, 1909
- Op. 30: Koncert č. 3 pro klavír a orchestr d-moll, 1909
- Op. 31: Liturgija Ioanna Zlatousta (Liturgie Jana Zlatoústého) pro sbor a cappella, 1910
- Op. 32: Třináct preludií pro klavír, 1910
- Op. 33: Šest Études tableaux (Etud-obrazů) pro klavír, 1911
- Op. 34: Čtrnáct písní s doprovodem klavíru, 1912
- Op. 35: Kolokola (Zvony), poema pro sólisty, sbor a orchestr na verše E. A. Poea, 1913
- Op. 36: Sonáta pro klavír č. 2 b-moll, 1913 (druhá redakce 1931)
- Op. 37: Vsenočnoe bdenie (Vigilie), úprava pravoslavných liturgických textů pro sbor a cappella, 1915
- Op. 38: Šest písní s doprovodem klavíru, 1916
- Op. 39: Devět Études tableaux pro klavír, 1916/1917
- Op. 40: Koncert pro klavír a orchestr č. 4 g-moll, 1926 (druhá redakce 1941)
- Op. 41: Tři ruské písně pro sbor a orchestr, 1926
- Op. 42: Variace na Correliho téma pro klavír d-moll, 1931
- Op. 43: Rapsodie na Paganiniho téma pro klavír a orchestr a-moll, 1934
- Op. 44: Symfonie č. 3 a-moll, 1935/1936
- Op. 45: Symfonické tance pro orchestr, 1940[5]

Seznam obsahuje pouze skladby, kterým autor přidělil opusové číslo. Mimo ně vyšlo za skladatelova života ještě deset skladeb, kterým opusové číslo nepřidělil. Po Rachmaninově smrti byla vydána řada skladeb z jeho pozůstalosti.